# Prodontocerum lignitidum
Prodontocerum lignitidum là một loài Trichoptera hóa thạch trong họ Leptoceridae. Loài này được LE Piton miêu tả khoa học lần đầu tiên năm 1940.